# NGC 4699
NGC 4699 is een balkspiraalstelsel in het sterrenbeeld Maagd. Het hemelobject ligt 55 miljoen lichtjaar van de Aarde verwijderd en werd op 3 maart 1786 ontdekt door de Duits-Britse astronoom William Herschel.

## Synoniemen
- MCG -1-33-13
- UGCA 301
- IRAS 12464-0823
- PGC 43321